# WINくる!プリキュアミラクルユニバース☆/プリキュア!カナYell☆ミラクル
「WINくる!プリキュアミラクルユニバース☆/プリキュア!カナYell☆ミラクル」（ウィンくる!ミラクルユニバース/プリキュア!カナエールミラクル）は、北川理恵/宮本佳那子のシングル。2019年3月13日にマーベラスから発売。

## 概要
2019年3月16日公開のアニメーション映画『映画 プリキュアミラクルユニバース』の主題歌を収録したシングル。現行シリーズ『スター☆トゥインクルプリキュア』の主題歌を担当する北川理恵と前シリーズ『HUGっと!プリキュア』の主題歌を担当した宮本佳那子という、前年2018年春公開の『映画 プリキュアスーパースターズ!』に続いての組み合わせとなった。
本シングルのリード曲となる、北川が担当するエンディング主題歌「WINくる!プリキュアミラクルユニバース☆」は、星たちが明るく輝いている様子が伝わってくるようなポップな曲調となっており、エンディング映像でのダンス要素が盛り込まれている。映画プロデューサーの内藤圭祐は「究極の参加型映画を目指した」とした上で、「初見でも思わず一緒に体を動かしたくなるような、そして真似しやすい振付を意識しました」と振り付けのコンセプトについて語っている。
DVD付属盤と通常盤の2種類が発売されており、DVD付属盤にはエンディングダンスのレッスン映像と映画予告編映像が収録されている。初回限定封入特典として、ジャケットサイズ・ステッカーが同梱されている。

## 収録曲
1. WINくる!プリキュアミラクルユニバース☆
歌：北川理恵
作詞：青木久美子、作曲・編曲：奥田もとい
  - 東映系アニメ映画『映画 プリキュアミラクルユニバース』エンディングテーマ
2. プリキュア!カナYell☆ミラクル
歌：宮本佳那子
作詞：六ツ見純代、編曲・作曲：三好啓太
  - 東映系アニメ映画『映画 プリキュアミラクルユニバース』オープニングテーマ
3. WINくる!プリキュアミラクルユニバース☆（オリジナル・メロディ・カラオケ/オリジナル・カラオケ）
CD+DVD盤はオリジナル・メロディー入り・カラオケ、通常盤はオリジナル・カラオケという仕様になっている。
4. プリキュア!カナYell☆ミラクル（オリジナル・メロディ・カラオケ/オリジナル・カラオケ）
CD+DVD盤はオリジナル・メロディー入り・カラオケ、通常盤はオリジナル・カラオケという仕様になっている。

### DVD（CD+DVD盤のみ同梱）
1. 「WINくる!プリキュアミラクルユニバース☆」ダンスレッスン映像
2. 『映画 プリキュアミラクルユニバース』予告編映像